# Noël François Bertrand
Pour les articles homonymes, voir Bertrand.
Noël François Bertrand, né le 7 octobre 1784 à Soisy-sous-Etiolles et mort le 12 mai 1852 à Saint-Ouen, est un dessinateur et graveur français.

## Biographie
Fils de Claude Nicolas Bertrand, bourgeois de Paris, Noël François Bertrand entra à l'Académie des beaux-arts à l'âge de 14 ans et demi. Élève de Moreau le jeune et élève de David.
Il exposa pratiquement chaque année au Salon de Paris de 1812 à 1836.
Au Salon du dessin, à Paris en 2008, la galerie new-yorkaise, Brady présentait un dessin de lui représentant le sculpteur Gois fils, auprès d'une tête de Jeanne d'Arc, ébauche d'une sculpture.

## Gravures

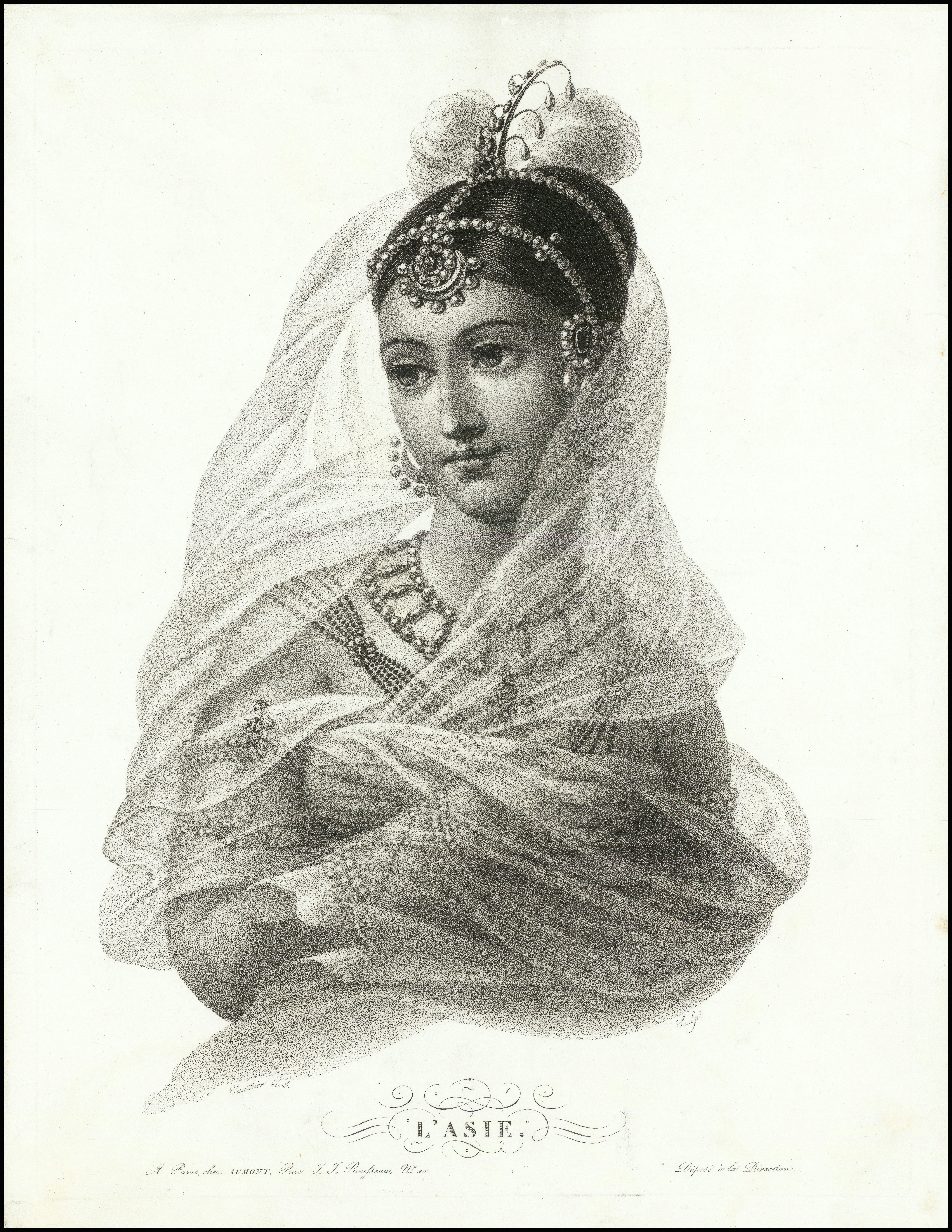
L'Asie, de Bertrand d'après un dessin de Jules Antoine Vauthier (vers 1820).

Portraits de Napoléon Ier, Louis XVII, de Louis XVIII et de Charles X du peintre Henri Buguet
Jérôme et Cymodocée au désert, d'après Hippolyte Lecomte, vers 1809. La Rochelle.